# Theys Hiyo Eluay

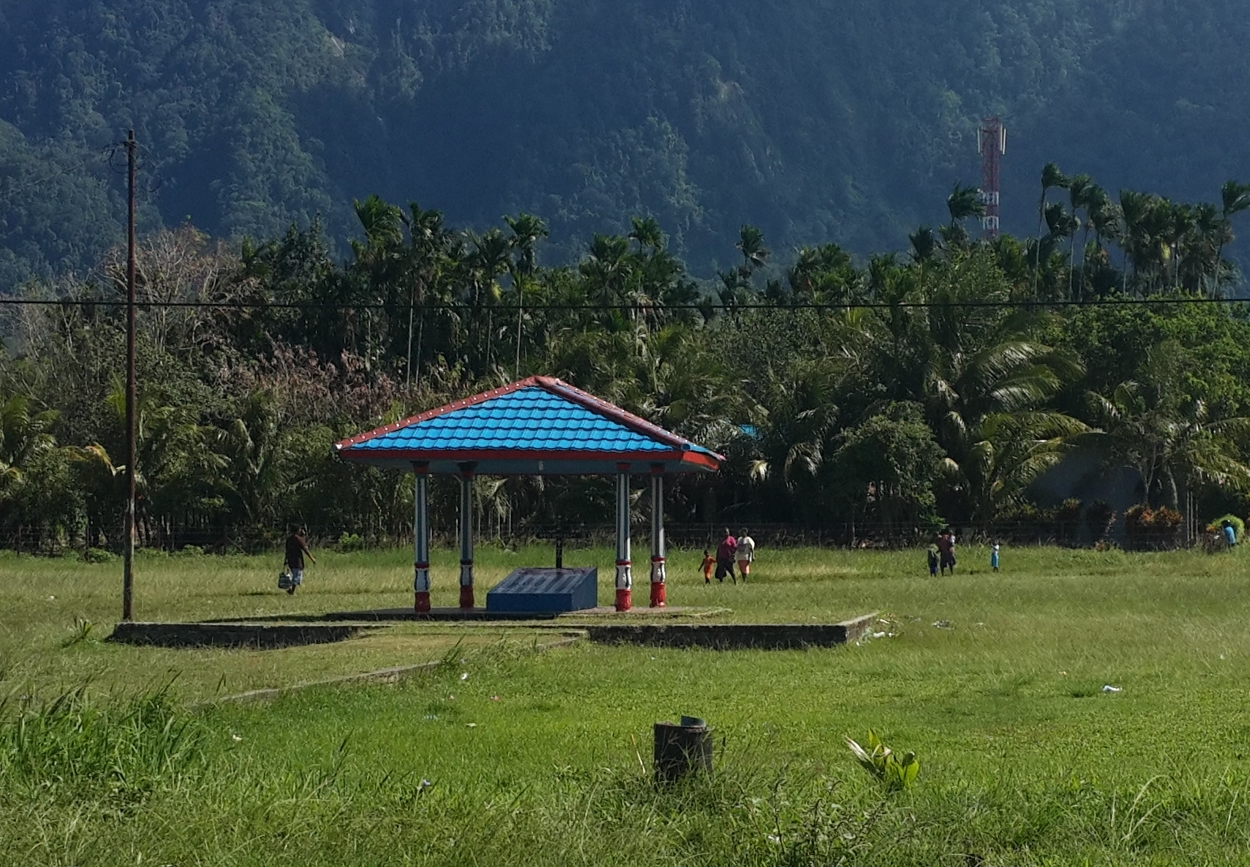
De graftombe van Eluay in Jayapura.

Dortheys Hiyo Eluay (Desa Sereh (Sentani), 3 november 1937 - nabij Jayapura, 10 november 2001) was de voorzitter van het Presidium Dewan Papua (PDP), het Papua Presidium dat onder het bewind van de Indonesische president Abdurrahman Wahid werd ingesteld om aan de Speciale Autonomie van de Indonesische provincie Papoea inhoud te geven. Het Indonesische leger zag die autonomie als een eerste stap op weg naar ongewenste afscheiding van de provincie.
Onder het bewind van Megawati Soekarnoputri moest die autonomie weer worden teruggedraaid en werd de PDP tegengewerkt door vertegenwoordigers van het Indonesische leger. Op 10 november 2001 werd Theys Hiyo Eluay ontvoerd en later vermoord in zijn auto aangetroffen in de omgeving van Jayapura, de hoofdstad van Papoea. Uit onderzoek van inspecteur-generaal I Made Mangku Pastika, die ook de aanslagen op Bali in 2002 onderzocht, bleek de moord te zijn gepleegd door het Komando Pasukan Khusus (Kopassus), het Indonesische Commando Speciale Troepen. Enkele Indonesische militairen, onder wie luitenant-kolonel Hartomo, werden oneervol uit militaire dienst ontslagen.
De moord op Eluay wekte internationaal verontwaardiging. Hij werd begraven op het sportveld van zijn geboorteplaats Sentani op door clanoudsten beschikbaar gestelde adat-grond. Bij de begrafenis waren 10.000 Papoea's aanwezig. Langs de hoofdweg tussen Jayapura en Sentani is een klein monument geplaatst ter nagedachtenis aan de moord.